# Davit Mudžiri
Davit Mudžiri (gruzínsky დავით მუჯირი, anglickým přepisem Davit Mujiri; * 2. leden 1978, Tbilisi) je bývalý gruzínský fotbalista.

## Reprezentační kariéra
Davit Mudžiri odehrál za gruzínský národní tým v letech 2003–2008 celkem 25 reprezentačních utkání a vstřelil v nich 1 gól.

## Statistiky
| Gruzie | Gruzie | Gruzie |
| Roky   | Záp.   | Góly   |
| ------ | ------ | ------ |
| 2003   | 1      | 0      |
| 2004   | 2      | 0      |
| 2005   | 7      | 0      |
| 2006   | 6      | 1      |
| 2007   | 6      | 0      |
| 2008   | 3      | 0      |
| Celkem | 25     | 1      |